# Kuźminskoje (rejon mieżdurieczeński)
Kuźminskoje (ros. Кузьминское) – wieś w Rosji, w rejonie mieżdurieczeńskim obwodu wołogodzkiego. W 2021 r. była niezamieszkana.